# Dargacz
Dargacz (kaszb. Dargaczewò, niem. Dargatzhof) – osada w Polsce położona w województwie pomorskim, w powiecie słupskim, w gminie Dębnica Kaszubska, na obszarze Parku Krajobrazowego Dolina Słupi. Miejscowość wchodzi w skład sołectwa Dębnica Kaszubska.
W latach 1975–1998 miejscowość administracyjnie należała do województwa słupskiego.

## Nazwa
Nazwa miejscowości, wzmiankowana po raz pierwszy w formie Dargossow w 1288, ma pochodzenie słowiańskie i charakter dzierżawczy. Pierwotna nazwa powstała przez dodanie do nazwy osobowej Dargacz formantu -ow-, w nazwie współczesnej jest on zamieniony na -jь. Niemiecka nazwa Dargatzhof jest adaptacją fonetyczną pierwotnej nazwy słowiańskiej z adideacją formantu -ow- do nazwy pospolitej Hof „zagroda, dwór”.
Rada Języka Kaszubskiego proponuje kaszubską formę nazwy Dargôcz.